# Mistrzostwa Azji w Saneczkarstwie 2018
3. Mistrzostwa Azji w saneczkarstwie 2018 odbyły się w dniach 1–2 grudnia 2017 roku w niemieckim Altenbergu. Zawodnicy rywalizowali w trzech konkurencjach: jedynkach kobiet, jedynkach mężczyzn oraz w dwójkach mężczyzn.

## Terminarz
| Data           | Miejscowość | Konkurencja      | Złoto                                           | Srebro                                           | Brąz           |
| -------------- | ----------- | ---------------- | ----------------------------------------------- | ------------------------------------------------ | -------------- |
| 1 grudnia 2017 | Altenberg   | Jedynki kobiet   | Sung Eun-ryung                                  | Anastasija Bogaczewa                             | Choi Eun-ju    |
| 1 grudnia 2017 | Altenberg   | Jedynki mężczyzn | Keshavan Siva                                   | Lien Te-an                                       | Kang Doung Kyu |
| 1 grudnia 2017 | Altenberg   | Dwójki mężczyzn  | Korea Południowa Park Jin-yong · Cho Jung-myung | Kazachstan Roman Jefriemow · Dienis Tatianczenko |                |

## Wyniki

### Jedynki kobiet
- Data / Początek: Piątek 1 grudnia 2017

| Medal | Zawodniczka             | Narodowość       | 1. zjazd | Czas   | Strata |
| ----- | ----------------------- | ---------------- | -------- | ------ | ------ |
|       | Sung Eun-ryung          | Korea Południowa | 53.452   | 53.452 | –      |
|       | Anastasija Bogaczewa    | Kazachstan       | 55.027   | 55.027 | +1.575 |
|       | Choi Eun-ju             | Korea Południowa | 55.296   | 55.296 | +1.844 |
| DNF   | Aileen Christina Frisch | Korea Południowa |          |        |        |

### Jedynki mężczyzn
- Data / Początek: Piątek 1 grudnia 2017

| Medal | Zawodniczka       | Narodowość       | 1. zjazd | Czas     | Strata |
| ----- | ----------------- | ---------------- | -------- | -------- | ------ |
|       | Keshavan Siva     | Indie            | 55.600   | 55.600   | –      |
|       | Lien Te-an        | Chińskie Tajpej  | 56.120   | 56.120   | +0.520 |
|       | Kang Doung Kyu    | Korea Południowa | 56.505   | 56.505   | +0.905 |
| 4.    | Lim Nam-kyu       | Korea Południowa | 56.750   | 56.750   | +1.150 |
| 5.    | Nikita Kopyrienko | Kazachstan       | 57.351   | 57.351   | +1.751 |
| 6.    | Kim Dong-hyeon    | Korea Południowa | 1:05.368 | 1:05.368 | +9.768 |

### Dwójki mężczyzn
- Data / Początek: Piątek 1 grudnia 2017

| Medal | Zawodnicy                           | Narodowość       | 1. zjazd | Czas   | Strata |
| ----- | ----------------------------------- | ---------------- | -------- | ------ | ------ |
|       | Park Jin-yong/Cho Jung-myung        | Korea Południowa | 42.166   | 42.166 | –      |
|       | Roman Jefriemow/Dienis Tatianczenko | Kazachstan       | 44.037   | 44.037 | +1.871 |

## Klasyfikacja medalowa
| Miejsce | Państwo          |   |   |   | Razem |
| ------- | ---------------- | - | - | - | ----- |
| 1.      | Korea Południowa | 2 | 0 | 2 | 4     |
| 2.      | Indie            | 1 | 0 | 0 | 1     |
| 3.      | Kazachstan       | 0 | 2 | 0 | 2     |
| 4.      | Chińskie Tajpej  | 0 | 1 | 0 | 1     |